# Vasskaret
Vasskaret (norwegisch für Wasserscharte) ist ein Gebirgspass im ostantarktischen Königin-Maud-Land. In der Gjelsvikfjella liegt er in der Umgebung der norwegischen Troll-Station.
Wissenschaftler des Norwegischen Polarinstituts benannten ihn 2007.